# Acton Vale
Pour les articles homonymes, voir Acton.
Acton Vale est une ville canadienne du Québec, chef-lieu de la MRC d'Acton, dans la région de la Montérégie. La municipalité est membre de la Fédération des Villages-relais du Québec.
La population d'Acton Vale est de 7 605 habitants en 2021. La ville a une richesse foncière uniformisée de 685 224 270 CAD en 2019. Sa circonscription électorale au niveau provincial est celle de Johnson, et au niveau fédéral, il s'agit de Saint-Hyacinthe-Bagot.
La devise de la ville est Actione Vale ce qui, en latin, signifie « se valoriser dans l'accomplissement ».

## Toponymie
Le choix du toponyme d'Acton Vale, lors de la proclamation du canton en 1806, s'est fait en hommage à une ville du comté du Middlesex en Angleterre. Acton Vale est également surnommée Porte de l'Estrie en raison de sa situation géographique. Le canton d'Acton est divisé en 1864 pour donner naissance à Saint-Théodore-d'Acton et à Saint-André-d'Acton. Pour cette dernière, le choix est fait pour rendre hommage à Saint André, patron des Écossais.

## Histoire

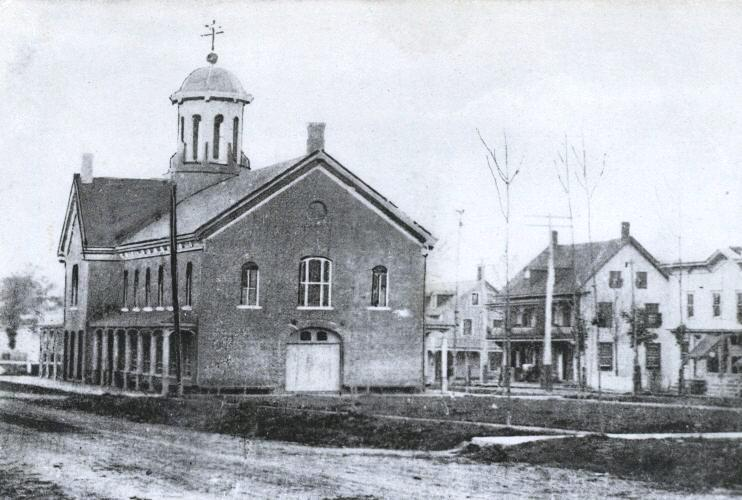
Rue Midie et marché, Acton Vale, vers 1910.

Acton Vale doit son origine à l'établissement de la première ligne de chemin de fer internationale au monde, qui traversait le canton d'Acton depuis 1850 et qui relie Montréal à Portland (Maine).
Ce nom, qu'on lui connaît depuis 1852, révèle son appartenance aux Cantons de l'Est historiques et plus particulièrement au canton d'Acton, situé dans les premiers contreforts des Appalaches parsemés de vallées. Son développement s'appuie sur les ressources naturelles de la région, l'agriculture et la forêt. Vers 1855, la découverte d'une mine de cuivre d'une teneur exceptionnelle apporte à la ville une renommée considérable mais de courte durée à cause de l'épuisement rapide du filon.
Elle fait son érection canonique (Saint-André d'Acton) en 1858 et son érection civile sous le nom d'Acton en 1862.
L'abondance de la pruche, qui fournit le tanin, a favorisé l'industrie du cuir et de la chaussure, tradition qui perdure. Par la suite s'ouvrent plusieurs usines, où le caoutchouc et surtout le textile dominent encore.
Acton fait partie de la circonscription électorale de Johnson, créée en 1867. Jusqu'en 1973, cette circonscription fut connue sous le nom de Bagot.
Acton obtient en 1890 le statut de ville et prend le nom 1908 d'Acton Vale.
En 1951, les Valois peuvent enfin lire leur journal local, La Pensée de Bagot.
La municipalité fait partie du Comté de Bagot et depuis 1982 de la MRC d'Acton. Le siège social de la MRC se situe sur la rue Beaugrand à Acton Vale.
La ville est nommée Ville industrielle de la Montérégie en 1992.
Le 29 juin 1998, une tragédie mortelle a lieu lors d'un accident de travail ; l'explosion d'une bouilloire suivie d'une explosion de gaz naturel puis de l'incendie d'une usine de Tapis Peerless fait un bilan de deux morts, le policier et pompier volontaire Michel Daragon, 55 ans, chef du service des incendies, et le pompier volontaire Jacques Houle, 30 ans. Six pompiers volontaires sont blessés dont deux gravement. Deux employés blessés, et 150 employés sont privés de travail.
La nouvelle Ville d'Acton Vale fut fondée en 2000 avec la fusion de l'ancienne ville d'Acton Vale et de la municipalité de paroisse de Saint-André-d'Acton.
En 2002 la ville se dote de la radio communautaire CFID 103,7 Radio-Acton.
En 2009, le nouveau logo de la ville fait son apparition.

### Héraldique
| L'écu d'Acton Vale se blasonne ainsi : D'argent au sautoir engrêlé de gueule chargé d'une fleur de lys d'or et cantonné de quatre glands de sinople. |

## Géographie

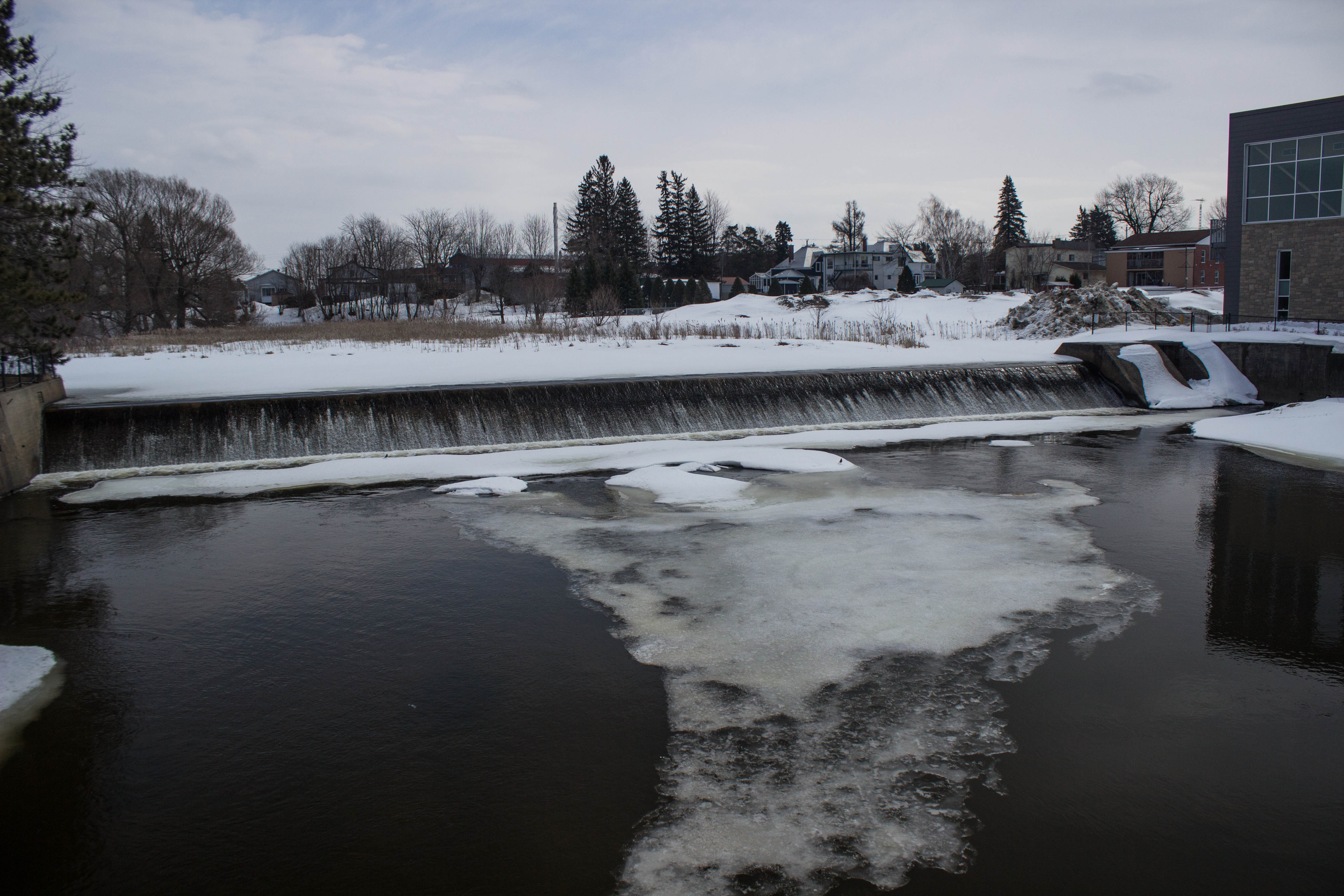
Barrage sur la rivière Le Renne.

### Topographie
Le relief de la partie ouest de la ville d'Acton Vale est peu accidenté, caractéristique de la plaine du Saint-Laurent. Le mot Vale signifie petite vallée. On y voit un lien avec le piémont appalachien, relief caractéristique des Cantons de l’Est et de la partie est de la ville.

### Hydrographie
La ville d'Acton Vale est traversée par la rivière le Renne du nord-est vers le nord-ouest en passant au nord de l'agglomération. La rivière Noire la traverse du sud-est vers le sud-ouest où la rivière la délimite. La rivière Jaune conflue avec la rivière noire dans le centre-sud. Ces cours d'eau font partie du bassin versant de la rivière Yamaska.

### Climat
Le climat peut être qualifié de continental tempéré et il est caractéristique du sud du Québec. Le territoire reçoit une moyenne annuelle de 1 121 mm de précipitations et compte de 125 à 150 jours de précipitation. Les fortes précipitations se produisent principalement en période estivale. La région se caractérise par 2 600 à 2 800 UTM soit environ 2 000 degrés/jours de croissance où la température est supérieure à 5 °C. Enfin, les vents dominants sont généralement du sud-ouest.

### Faune et flore
Acton Vale est entourée de forêt mixte. La région était auparavant reconnue pour ses nombreuses forêts de chênes. La faune et flore d'Acton Vale est riche et plutôt diversifiée. L'environnement de la région peut potentiellement accueillir les espèces suivantes :
- 1 000 espèces végétales
- 300 espèces d’oiseaux, dont 175 nicheuses
- 210 familles d’insectes (50 % de fourmis)
- 90 espèces de mammifères
- 90 espèces de poissons
- 20 espèces d’amphibiens
- 14 espèces de reptiles
- Une densité de cerfs de Virginie très élevée (6 à 16 par km2 d’habitat forestier).

## Démographie

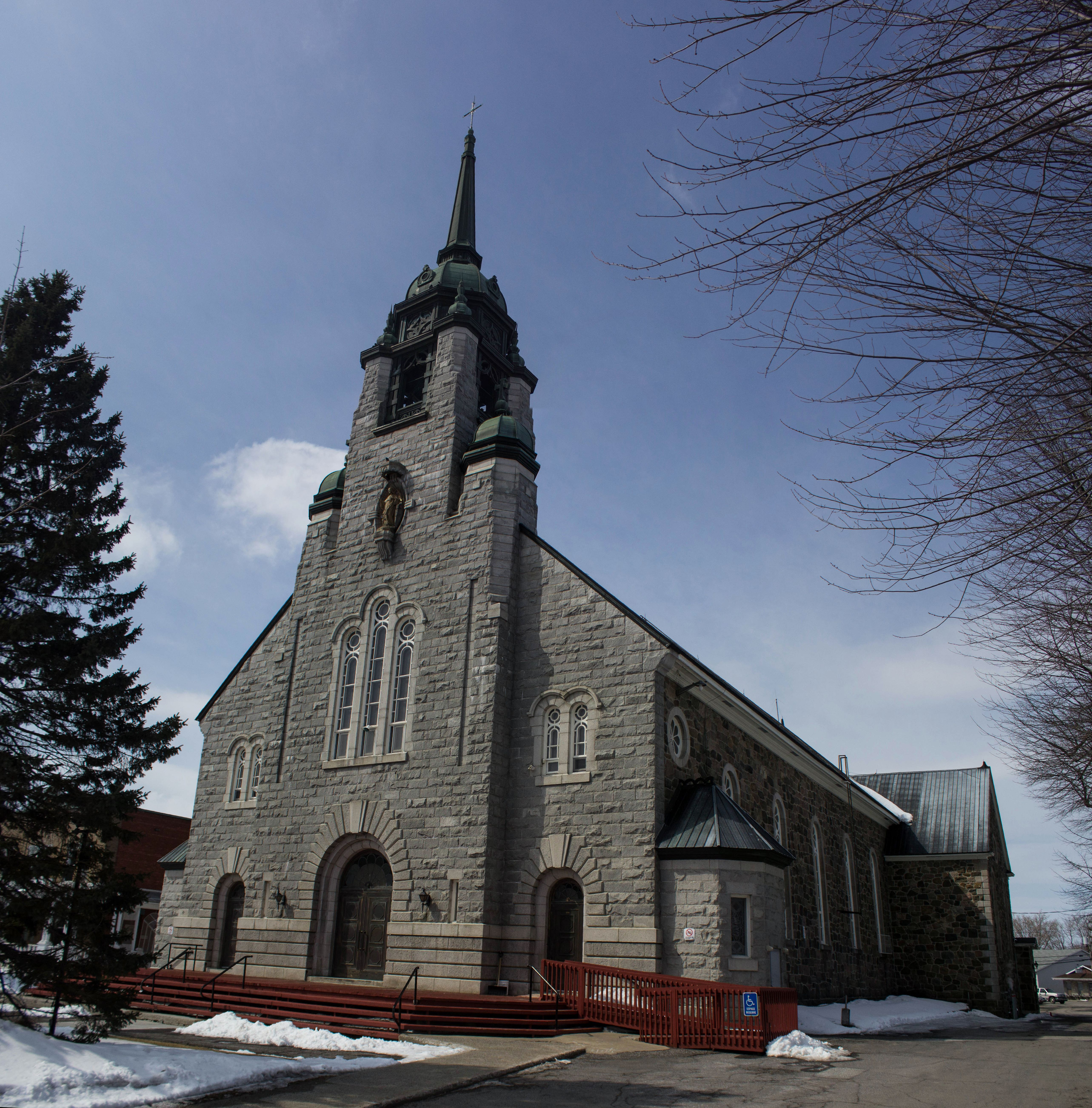
Église Saint-André

En 2008, la population de 7 978 habitants est composée de 3 970 hommes et 4 008 femmes.
L'âge médian de la population est de 41,9 ans en 2007.
En 2006, le taux de diplomation des jeunes de moins de 19 ans est de 70,8 %. 25 % de la population a moins de 20 ans. Le revenu médian des ménages est de 36 320$ et le taux de chômage de 9,2 %.
| 2001  | 2006  | 2011  | 2016  | 2021  |
| ----- | ----- | ----- | ----- | ----- |
| 7 325 | 7 797 | 7 664 | 7 656 | 7 605 |

### Langues
Bien que son nom est d'origine anglaise, Acton Vale est une ville presque exclusivement francophone. Toutes les écoles sont francophones.
| Langue              | Population | Pct (%) |
| ------------------- | ---------- | ------- |
| Français seulement  | 7 265      | 96,61 % |
| Anglais seulement   | 70         | 0,93 %  |
| Français et anglais | 85         | 1,13 %  |
| autres              | 100        | 1,33 %  |

### Immigration
L'immigration à Acton Vale est quasi nulle, le relatif haut taux de natalité permet à lui seul de garder la population stable. Toutefois, l'immigration chinoise dans la municipalité est en augmentation.
De plus, une immigration saisonnière se fait à Acton Vale et les villages avoisinants durant l'été. Elle est exclusivement composée de travailleurs mexicains employés à diverses tâches agricoles. Un visa de travail d'une durée limitée leur est attribué chez un employeur prédéterminé. Ce sont souvent les mêmes personnes qui reviennent d'année en année.

### Religion
La population valoise est très majoritairement d'origine catholique, cependant plusieurs groupes communautaires religieux sont encore actifs, comme les Chevaliers de Colomb et les Scouts d'Acton Vale. La ville d'Acton Vale compte plusieurs lieux de culte, dont :
- Église catholique romaine (Prêtre modérateur Dominique Quirion, Vicaire Jacques Vézina)
- Église réformée baptiste  (Pasteur Georges Corriveau)
- Église anglicane
- Salle du Royaume des Témoins de Jéhovah.

## Administration municipale
Les élections municipales se font en bloc et suivant un découpage de six districts.
| Acton Vale Maires depuis 2005                                                                                        |                  |                                            |          |
| Élection | Maire            | Qualité                                    | Résultat |
| 2005 | Juliette Dupuis  |                                            | Voir     |
| 2009 | Éric Charbonneau | Député adéquiste de Johnson de 2007 à 2008 | Voir     |
| 2013 | Éric Charbonneau | Député adéquiste de Johnson de 2007 à 2008 | Voir     |
| 2017 | Éric Charbonneau | Député adéquiste de Johnson de 2007 à 2008 | Voir     |
| 2021 | Éric Charbonneau | Député adéquiste de Johnson de 2007 à 2008 | Voir     |
| Élection partielle en italique Depuis 2005, les élections sont simultanées dans toutes les municipalités québécoises |                  |                                            |          |

### Liste des maires
| - Éric Charbonneau (2009-) - Juliette Dupuis (2005 - 2009) - Maurice Coutu (2001-2005) - Anatole Bergeron (1993-2001) - Gaston Gigère (????-1993) - Roger LaBrèque (1974-1986) - Henri Boisvert (1966-1974) - J.Edmour Gagnon (1963-1966) - Lucien Désautels (1962-1963) - Roger LaBrèque (1948-1962) - J.W. Cantin (1942-1948) - J. Antonio Leclerc (1940-1942) - Dr Philippe Adam (1934-1940) - Ernest Boisvert (1932-1933) - Auray Fontaine (1928-1932) - Ernest Boisvert (1926-1928) - Auray Fontaine (1924-1926) - Dr. Léon Gauthier (1922-1924) - J.E. Marcile (1918-1922) - Dr. F.H. Daigneault (1916-1918) - Charles Viens (1915-1916) | - David Lemay (1914-1915) - Dr. F.H. Daigneault (1905-1914) - Pierre Guertin (1902-1905) - Georges Deslandes (1901-1902) - J.E. Marcile (1900-1901) - Milton McDonald (1897-1900) - Auguste Dalpé (1896-1897) - Alfred St-Amour (1895-1896) - Pierre Guertin (1893-1895) - Alfred St-Amour (1891-1893) - Charles Roscony (1881-1891) - N.H. Dubois (1880-1881) - Charles Roscony (1872-1880) - Jérémie Morrier (1870-1872) - J.A. Cushing (1868-1870) - Charles F. McCallum (1866-1868) - Jérémie Morrier (1864-1866) - A.H. Dubrule (1863-1864) - J.A. Cushing (1861-1863) |

### District
Les 90,88 km2 de la Ville sont séparés en six districts.
- District 1 : 984 électeurs
- District 2 : 924 électeurs
- District 3 : 968 électeurs
- District 4 : 1 173 électeurs
- District 5 : 932 électeurs
- District 6 : 894 électeurs

## Économie
L'économie de la ville repose principalement sur l'industrie manufacturière, grâce entre autres à Airboss (anciennement Acton International) et à Beaulieu Canada (anciennement Perless). Ces deux entreprises ont plus de mille employés dans la région. L'agriculture reste encore un secteur prépondérant de l'économie valoise.
La CGPPIAV gère le parc industriel municipal de 993 750 m2. Ce dernier accueille 26 entreprises et comptait 1 060 employés en 2007. Le parc industriel est occupé à 77,6 %. L'industrie textile, des plastiques et caoutchoucs et des métaux en sont les principaux secteurs d’activités.
La chambre de commerce de la région d'Acton est fondée en 1953 et compte 131 membres en 2005. Le président actuel est Jean Mongeau. De plus, le milieu dispose de plusieurs services et d'organismes socio-économiques tels : un Centre local d'emploi (CLE), un Centre local de développement (CLD), un Carrefour jeunesse-emploi (CJE), deux institutions financières (Caisse Populaire Desjardins et Banque Nationale) et une Société d'aide au développement de la collectivité (SADC).
La ville est nommée Ville industrielle de la Montérégie en 1992.

### Statistiques
En 2006, le taux de chômage est de 9,2 %.
Secteur d'emploi en 1999
- Secteur primaire : 16,8 %
- Secteur secondaire : 44,7 %
- Secteur tertiaire : 38,5 %.

## Culture et communications
L'artiste peintre mondialement connu Serge Lemoyne est né et mort dans cette municipalité. Un parc à son nom est inauguré en 2003 pour souligner sa contribution au domaine artistique.
Une maison de la Culture est créée au début des années 2000, toutefois elle n'a pas duré plus que cinq ans.
La salle de spectacle de la polyvalente Robert-Ouimet, nommée salle Laurent-Paquin en 2008, pouvant accueillir environ 450 personnes, offre des conférences, pièces de théâtre, concerts de musique et d'autres activités toute l'année.
La Société culturelle et artistique de la région d'Acton est le principal véhicule culturel de la région. Ses locaux sont situés dans la vieille gare qui sert également de salle d'exposition pour les artistes locaux. L'organisme a pour mission de développer et promouvoir les différentes sphères de la culture en région.
Musiqu'Arts s'occupe de l'organisation d'activités culturelles et artistiques pour les jeunes de la région depuis plus de dix ans. Cet organisme propose entre autres des cours de dessin-peinture.

### Festivals et événements
La ville propose plusieurs concerts tout au long de l'année. Elle offre des concerts gratuits au centre-ville tous les mardis d'été (les mardis bons spectacles). Un Show de la rentrée, lequel attire  plus de 10 000 personnes lors de l'édition de 2007. De plus un Festival Country-Rétro d'Acton Vale est proposé aux citoyens depuis plusieurs années à la mi-juillet. Un peu avant se produit la Foire agroalimentaire de la région d'Acton. De plus, la ville d'Acton Vale est l'hôte d'un festival des neiges qui se déroule fin janvier. Le festival existe depuis 2008.

### Lieux culturels
- Place Serge Lemoyne
- La Gare d'Acton Vale (musée)
- Le Circuit Patrimonial

Si la gare est l'élément du patrimoine architectural de la ville le plus en vue, plusieurs places publiques, maisons et édifices où vécurent les pionniers qui ont bâti la ville ne demandent qu'à être connus eux aussi. La Station d'Arts d'Acton Vale vous invite à parcourir les rues de la ville à la recherche de son passé.

### Éducation

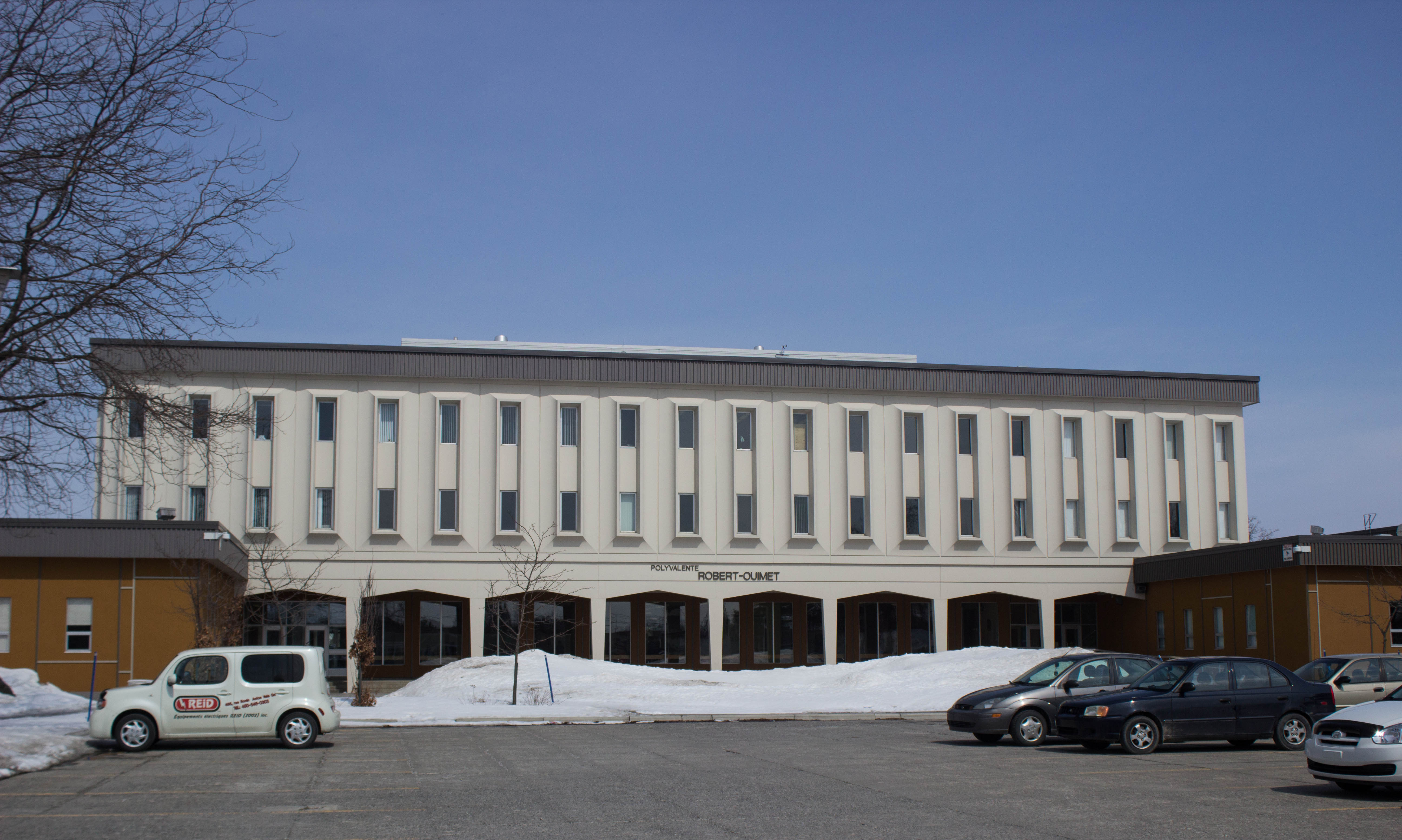
Polyvalente Robert-Ouimet

La ville compte cinq écoles sous la supervision du Centre de services scolaire de Saint-Hyacinthe (anciennement la Commission scolaire de Saint-Hyacinthe).
- École Sacré-Cœur (Maternelle)
- École Saint-André (Primaire)
- École Roger-LaBrèque (Primaire)
- Polyvalente Robert-Ouimet (Secondaire)
- Centre de formation des adultes

#### École Saint-André
Le 8 janvier 1951, les élèves envahissent les locaux de la nouvelle école Saint-André. Toutefois la bénédiction, par Mgr Arthur Douvile, et l'inauguration officielle, par le premier ministre l'honorable Maurice Duplessis, n'ont lieu que le 9 septembre suivant devant plus de 5 000 personnes. La cérémonie est présidée par le maire d'Acton Vale, M. Roger LaBrèque. L'enseignement est confié à la communauté des Frères du Sacré-Cœur. Ce bâtiment de style contemporain est un immeuble de trois étages, à l'épreuve du feu, pouvant accueillir 300 élèves dans quinze classes. La résidence des Frères, érigée au coût de 42 000 $, est séparée de l'école proprement dite mais y est reliée par un passage à un seul étage. L'entrée de style Dom Bellot et la fenestration de la façade lui donnent cet aspect particulier qui la distingue de l'école. Le président de la commission scolaire, Dr Léon Gauthier, et le commissaire Roger LaBrèque sont les principaux responsables de la construction de cette nouvelle école qui, à ses débuts, n'accepte que des garçons. En 1960 des travaux d'agrandissement sont effectués et on y construit deux étages au-dessus du passage reliant la résidence à l'école. En 1951, l'école appartient à la commission scolaire catholique d'Acton Vale. Avec le regroupement de quelques commissions scolaires environnantes, la nouvelle entité prend le nom de commission scolaire d'Acton Vale. En juillet 1973, on transforme l'ancienne résidence des Frères en locaux scolaires. La commission scolaire d'Acton Vale y installe ses quartiers généraux. En 1987, à la suite d'une réorganisation scolaire, la commission scolaire Acton Vale fusionne avec la commission régionale Saint-François et la commission régionale Drummondville pour former la commission scolaire Des Chênes. D'autres travaux permettent à l'école Saint-André de s'agrandir et d'y installer une bibliothèque, un laboratoire d'informatique, une salle de musique et d'autres locaux pour les élèves et le personnel de l'école. Depuis 1998, l'école Saint-André fait partie de la commission scolaire Saint-Hyacinthe.

#### École Roger-LaBrèque
L’école porte le nom du maire de cette époque, monsieur Roger LaBrèque (1er mandat : 1948-1962)- (2e mandat : 1974-1986). Personnalité bien connue, il a beaucoup contribué à la venue de notre école comme bien d’autres dignitaires de ce temps. Monsieur LaBrèque est décédé au printemps 2001. Le parti adopté par l’architecte Marcel Cyr en 1962 est réalisé par un bâtiment allongé, légèrement courbé en son centre et comportant deux étages. Le gymnase placé, à l’arrière perpendiculairement, vient s’ajuster au centre de la face convexe de l’école. La population scolaire est de 253 élèves au 30 septembre 2006. Certains se rappellent aussi que l'école LaBrèque a accueilli des élèves de 7e et de 8e année.

#### Bibliothèque municipale
La bibliothèque municipale d'Acton Vale possède une collection de documents pour adultes et jeunes. Elle fut fondée le 1er janvier 1980 et est sous la supervision de Mme Sophia Bédard. La bibliothèque est abonnée à 33 titres de périodiques et possède plus de 500 disques compacts et cassettes. Elle prête également des CD-Roms et possède trois postes d'accès à internet. La collection de l'établissement compte 16 277 livres en 2007. De plus, une collection déposée comptant plus de 10 300 livres est à la disposition des utilisateurs. La bibliothèque municipale est ouverte 31 heures par semaine. En 2007 elle fait plus de 53 161 prêts auprès de ses 2 401 abonnés.

### Médias locaux

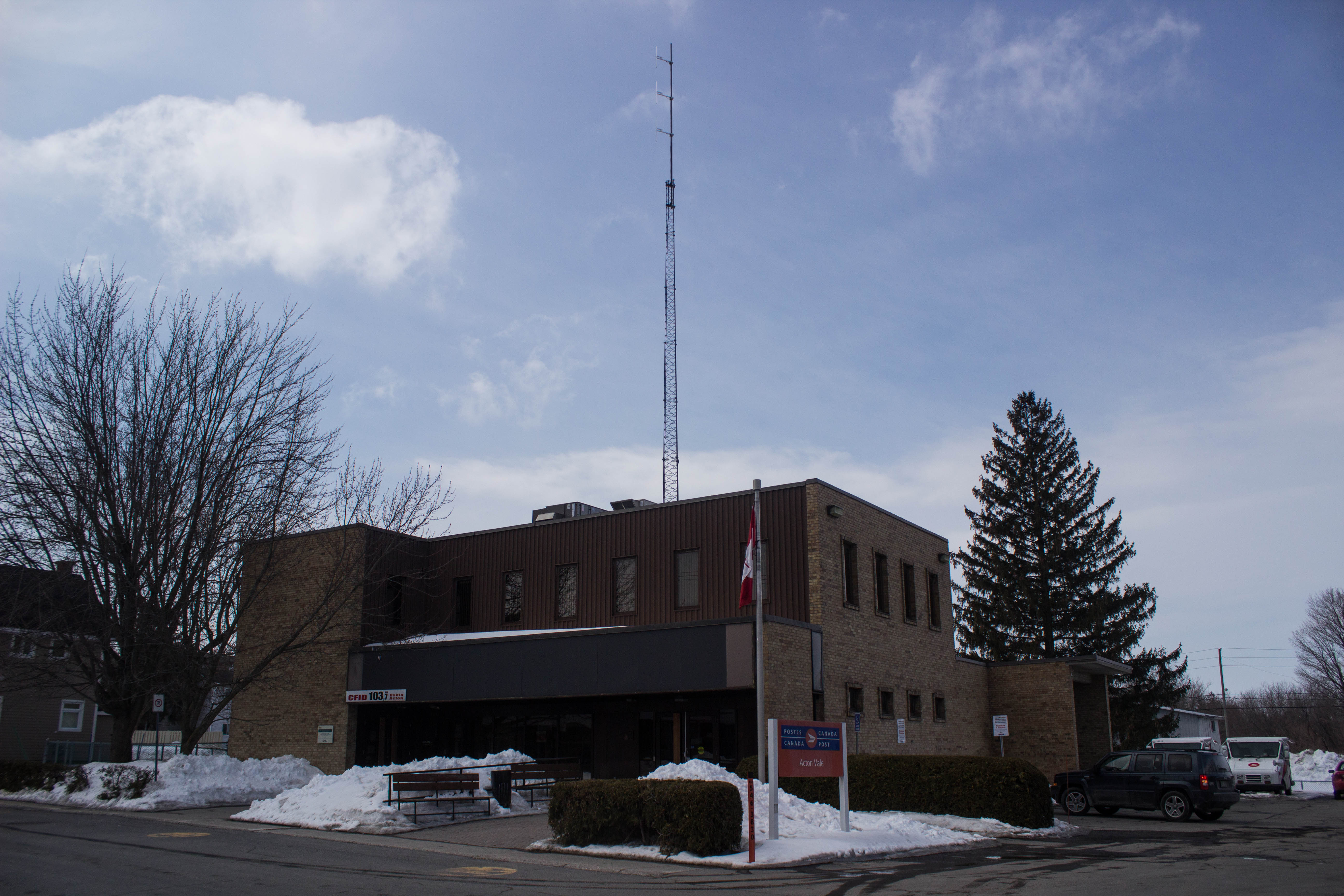
CFID 103,7 est située dans le même édifice que Postes Canada.

La région d'Acton Vale possède seulement deux médias locaux, cependant plusieurs autres journaux municipaux dont La Voix de l'Est de Granby, L'Express de Drummondville, Le Courrier de Saint-Hyacinthe, La Tribune de Sherbrooke et la télé communautaire de Drummondville couvrent aussi l'actualité valoise.

#### La Pensée de Bagot
Le journal La Pensée de Bagot est le journal local hebdomadaire de la région d'Acton et de Valcourt. Il est fondé en 1951 par M. Camille Bernard, puis racheté par DBC Communications dans les années 1970. Le journal est distribué gratuitement dans 14 847 foyers de 21 municipalités différentes, Acton Vale étant la plus populeuse. La Pensée emploie cinq personnes à temps plein, six distributeurs ruraux et 25 camelots. L'éditeur actuel est Benoit Chartier et son siège social se situe sur la rue Roxton à Acton Vale. Le journal est distribué le mercredi.

#### CFID 103,7 Radio-Acton
La radio communautaire CFID 103,7 Radio-Acton (en) est fondée en 2002. Radio-Acton Inc. est une entreprise de communication à but non lucratif, vouée à la promotion du milieu tant au niveau commercial, culturel et communautaire. C’est aussi un outil d’information et de diffusion des services et des activités sociales et récréatives et contribue à la visibilité des activités des organismes de la région. Initialement, Radio-Acton devait être un moyen de communication rapide en cas de situations d’urgence. Elle s’est vu attribuer, par Industrie Canada, les lettres d’appel CFID-FM et l’autorisation de diffuser à une puissance apparente rayonnée de 1 650 watts sur la fréquence 103,7 mégahertz. En foi de quoi, le CRTC lui octroie un permis de radiodiffuseur communautaire jusqu’en 2010. Le directeur général actuel est Patrick Fortin.

## Transports
La Ville d'Acton Vale est coupée par la Route 116 et la Route 139. Bien qu'Acton Vale possède gare et chemin de fer, plus aucun arrêt n'est effectué depuis plusieurs années. Autrefois, des départs vers Saint-Hyacinthe et Sherbrooke étaient possibles. Une piste cyclable de 79 km, la Campagnarde, serpente la ville et se prolonge jusqu'à Drummondville.
La ville s'est dotée d'un  service d'autobus en 2007. Cependant, un service de transport adapté et collectif est offert depuis longtemps. De plus, au moins deux agences de taxi offre leurs services dans la municipalité.

## Santé
Bien que la ville d'Acton Vale n'aie pas d'hôpital, elle offre plusieurs établissements de santé. Notons la clinique médicale avec deux ou trois médecins (pour 8 000 personnes), deux cliniques dentaires, deux bureaux de chiropraticiens, deux centres d'optométrie ainsi que deux pharmacies. Les transports d'urgences sont assurés par le service d'ambulances de la ville.

### CLSC de la MRC d'Acton
Le CLSC de la MRC d'Acton offre des services de santé et des services sociaux à la population de la MRC d'Acton depuis 1983. Il est l’une des principales portes d’entrée du réseau de la santé. Le CLSC a pour mission de préserver et d’améliorer l’état de santé et de bien-être des individus et des familles de son territoire. En conformité avec la loi sur les services de santé et les services sociaux, le CLSC offre ses services à l’intérieur de ses installations, à domicile, à l’école et dans certains lieux de travail. Au besoin, il oriente les gens vers les établissements, les organismes ou les personnes les plus aptes à leur venir en aide.

#### Historique
Le 4 juin 1979, le Centre d'accueil d'Acton Vale accueille ses premiers résidents avec sa trentaine d'employés. Pendant vingt ans, monsieur Maurice Coutu a été le seul directeur général. Au fil de ces vingt années, trois conseils d'administration l'ont administré.
Le 5 avril 1983 nait le CLSC Marcelle Bertrand avec ses treize employés. Le CLSC Marcelle Bertrand est vite devenu le CLSC La Chenaie. À son inauguration, en août 1983, il porte déjà ce nom. Jusqu'en juillet 2004, huit directeurs généraux ont tenu la barre du CLSC.
En décembre 1998, les deux établissements sont regroupés sous une seule direction générale et un seul conseil d'administration. En avril 2002, les deux établissements fusionnent pour devenir le CLSC-CHSLD de la MRC d'Acton.
En juillet 2004, le CLSC-CHSLD de la MRC d'Acton fusionne avec les établissements de santé et de services sociaux des MRC des Maskoutains et des Patriotes pour former le Centre de santé et de services sociaux Richelieu-Yamaska.

## Sports & Loisirs

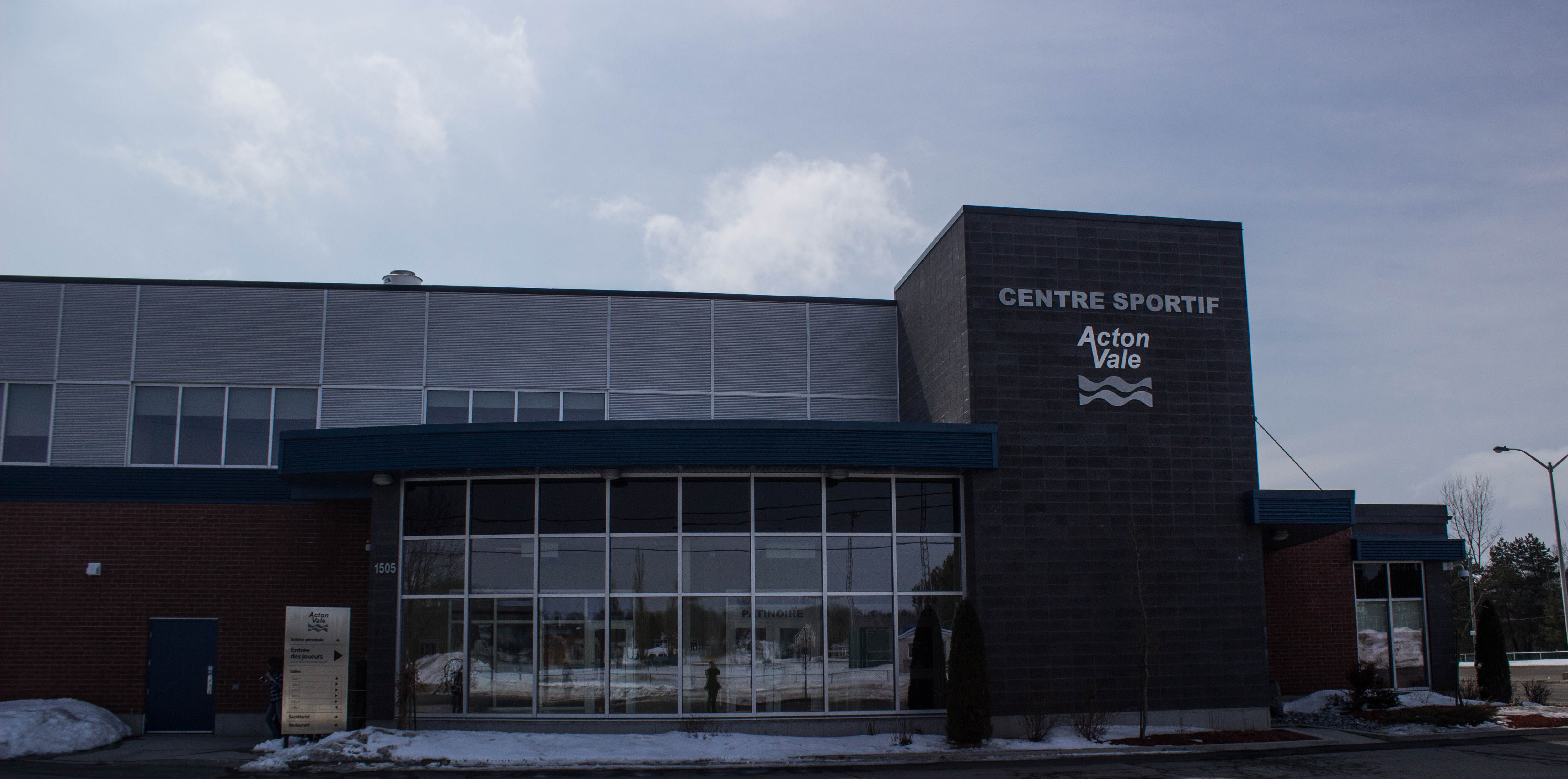
Centre sportif Acton Vale.

La ville compte plusieurs terrains de sports, dont un aréna, des terrains de tennis, soccer et basketball, une piscine municipale extérieure, un skate parc, un club de golf de 27 trous, un stade de baseball ainsi que d'innombrables terrains de pétanque. La ville est aussi traversée par une piste cyclable, la Campagnarde, longue de 79 km ; elle devient une piste de ski de fond et de motoneige en hiver.
Le club de gymnastique les Élans compte en moyenne près de 200 athlètes dès l'âge de trois ans. Le club compte trois disciplines, la gymnastique artistique, le tumbling et le cheerleeding. Les cours se donnent au gymnase des Élans sur la rue Bonin. Quelques athlètes se sont démarqués nationalement et internationalement tel David Poirier.
La ville compte un centre de conditionnement physique "Espace Pleine Forme" qui offre plusieurs cours de mise en forme : danse aérobique, spinning, gliding. Sexy fit, cardio poussette, yoga, pilates, mise en forme modérée (55 ans et plus) ainsi que des cours de danse pour les enfants dès l'âge de trois ans. L'entraînement sur machine est aussi accessible sur un circuit.

### Événements sportifs
La ville accueille un important tournoi provincial Midget à chaque année. La première édition est en 1969 sous la présidence du docteur Armand Méthot. Le tournoi accueille jusqu'à 75 équipes de calibre CC à AA lors des bonnes années. En 2009, les premières équipes de hockey venant d'autres pays font leur apparition. Il y a aussi le tournoi Novice-Atomne qui a lieu au mois de décembre.
Plusieurs galas et spectacles ont lieu annuellement : Patinage artistique les Étincelles, Le club de gymnastique les Élans, les jeunes danseurs de Espace Pleine Forme.

### Équipes sportives semi-professionnelles
Les Castors d'Acton Vale compétitionnent dans la ligue de baseball majeur du Québec et jouent au stade Léo-Asselin. La ville a aussi déjà été l'hôte du Nova, une équipe de hockey semi-professionnelle qui est déménagée à St-Hyacinthe sous le nom "des cousins".

## Vie communautaire

### Services communautaires
- Parrainage civique de la MRC d’Acton et des Maskoutains
- Ressources Femmes de la région d’Acton
- Horizon Soleil (prévention de la toxicomanie)
- L’Escale (maison des jeunes)
- CFID 103,7 Radio Acton
- Centre de bénévolat (popotte roulante, comptoir familial)
- La Maison de la Famille Valoise
- La Maison des Jeunes d'Acton Vale[11]
- Mouvement Action-Chômage (point de service pour MRC d’Acton)
- Omnibus Région d'Acton (transport adapté et collectif)
- COOP Autonomie chez soi (aide domestique)
- Centre communautaire
- Association valoise des locataires de HLM
- CPE La douce couvée
- CPE Les p’tites frimousses
- CLSC/CHSLD de la MRC d’Acton
- Office municipale d’habitation
- Coopérative Bonne Mine.

### Groupes communautaires

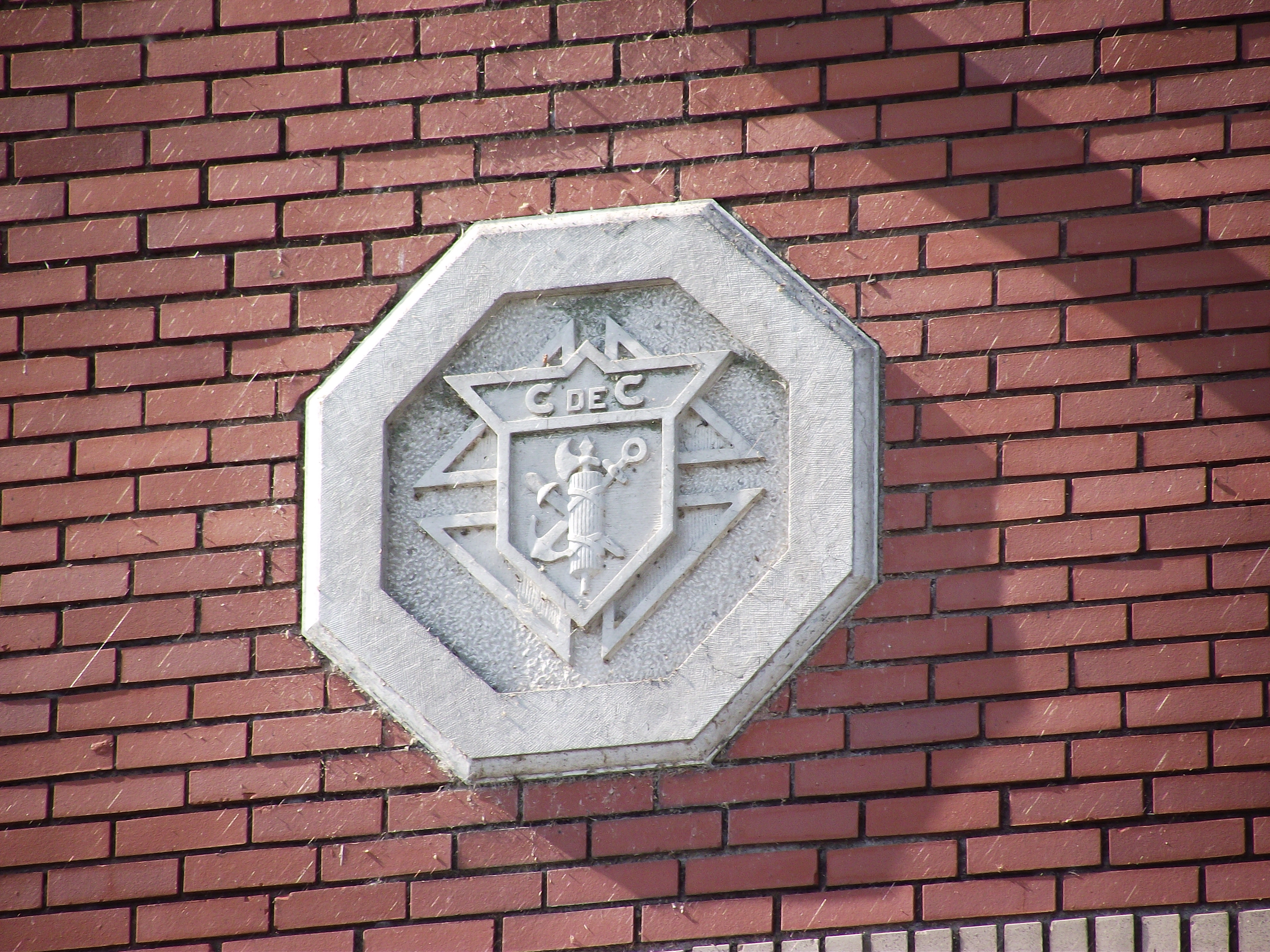
Sigle des Chevaliers de Colomb

- Sigle des Chevaliers de ColombChevaliers de Colomb d'Acton Vale (Conseil 2825-14)
- Scouts et Guides d'Acton Vale
- Alcooliques anonymes d'Acton Vale
- Cercle des Fermières d’Acton Vale
- Club de l'âge d'or d'Acton Vale
- Filles d'Isabelle d’Acton Vale
- Club Optimiste d’Acton Vale
- Club Lions d’Acton Vale
- Corps de Cadets 2006 Acton Vale.

## Sécurité publique
La ville d'Acton Vale dessert de nombreuses villes et villages avoisinants avec son service de police, son service des incendies et son transport par ambulances. Tous ses services ont pignon sur rue à Acton Vale.

### Service de police
La Sûreté du Québec (SQ) assure la sécurité de la région d'Acton. Le poste de police de la MRC d'Acton se trouve sur la rue Landry à Acton Vale et compte deux cellules pour des séjours de courte durée. Il compte au moins 22 policiers et une flotte de cinq véhicules avec gyrophare, deux véhicules fantômes et deux motoneiges de patrouille. Auparavant, la ville possédait son propre service de police municipale de cinq policiers. Le changement s'est fait en 1998.

### Service des incendies

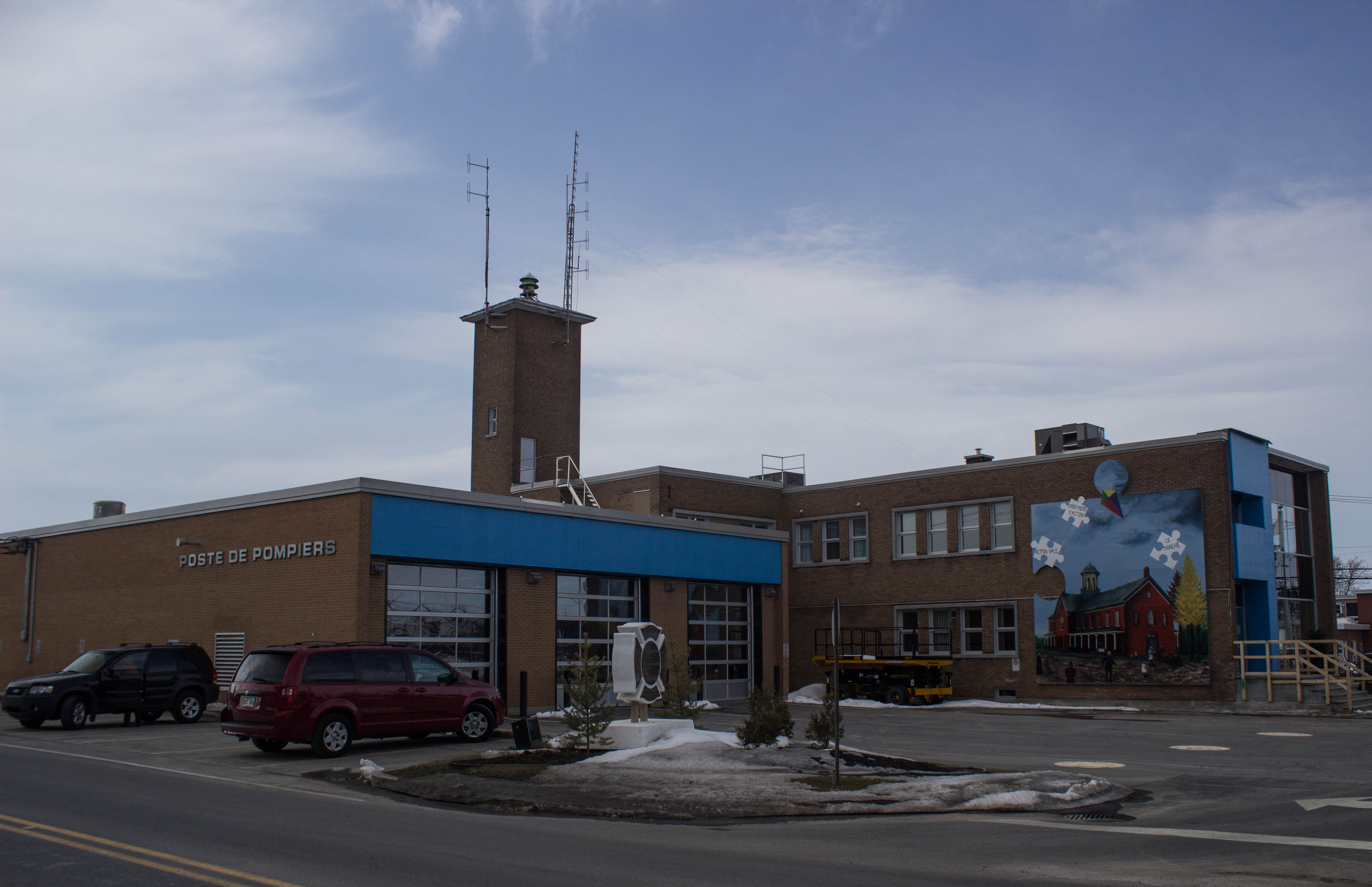
Poste de pompiers d'Acton Vale.

Le Service des Incendies d'Acton Vale compte 27 pompiers volontaires dont un directeur, un directeur adjoint, deux capitaines, deux lieutenants et 21 pompiers. Ils répondent annuellement à environ 90 appels de secours. Le service des incendies protège la population des municipalités d’Acton Vale, et de Saint-Théodore-d'Acton soit environ 9 300 habitants. Il dispose d'équipes spécialisées en sauvetage nautique et en désincarcération. Concernant les pinces de désincarcération, le Service d’Acton Vale dessert Roxton Falls, Roxton Canton, Béthanie, Sainte-Christine, Durham-Sud, Saint-Nazaire-d’Acton, Wickham. De plus, il peut être appelé à couvrir d’autres municipalités en cas d’urgence.
La caserne du Service des Incendies se trouve au 1025, rue Boulay, à Acton Vale, elle est officiellement inaugurée en 1977. Le budget annuel pour 2008 est d'environ 455 000 $ et permet d'entretenir la flotte suivante :
- Autopompe 1 050 gallons avec tour d'eau 55 pieds 1989
- Autopompe 1 050 gallons avec pinces de désincarcération 1994
- Camion échelle 100 pieds 1999
- Deux camions-citernes 3 000 gallons datant de 1990
- Motoneige avec carriole de sauvetage
- Unité de transport des pompiers 1999
- Embarcation nautique.

### Service d'ambulances
Le service d'ambulances d'Acton Vale compte six ambulanciers à temps plein et possède une flotte de deux ambulances. Leur poste se situe au même endroit que la caserne du Service des Incendies d'Acton Vale. Il dessert toutes les municipalités avoisinantes.

## Personnalités connues
- Francis Breault, ancien joueur de hockey professionnel ayant joué avec les Kings de Los Angeles. Ancien entraîneur du Nova d'Acton Vale. Il est maintenant entraîneur dans la Ligue Nord-Américaine de Hockey avec le HC Carvena de Sorel-Tracy. Il a une bannière commémorative en son honneur dans le Centre Sportif.
- Daniel Vincelette, ancien joueur de hockey professionnel ayant joué dans la Ligue nationale de hockey dont avec les Nordiques de Québec. Il n'est pas originaire d'Acton Vale mais il a une bannière commémorative dans le Centre Sportif.
- Serge Lemoyne, artiste-peintre québécois[12].
- Rhoda et Rhona Wurtele, membres de l’Ordre du Canada[13] et anciennes athlètes olympiques en ski alpin[14].
- Michaël Trahan, poète. Il a écrit Nœud coulant (Le Quartanier, 2013), La raison des fleurs (Le Quartanier, 2017), Vie nouvelle (Le Quartanier, 2020), ainsi que l'essai La postérité du scandale : petite histoire de la réception de Sade, paru en 2017 aux Éditions Nota bene. Il a remporté différents honneurs dont le prix Émilie-Nelligan (2013), le prix Alain-Grandbois (2014), le Prix du Festival de la poésie de Montréal (2014) et le Prix du Gouverneur général (2018). Il a été directeur de la revue Estuaire et enseigne aujourd'hui la littérature à l'Université Laval.

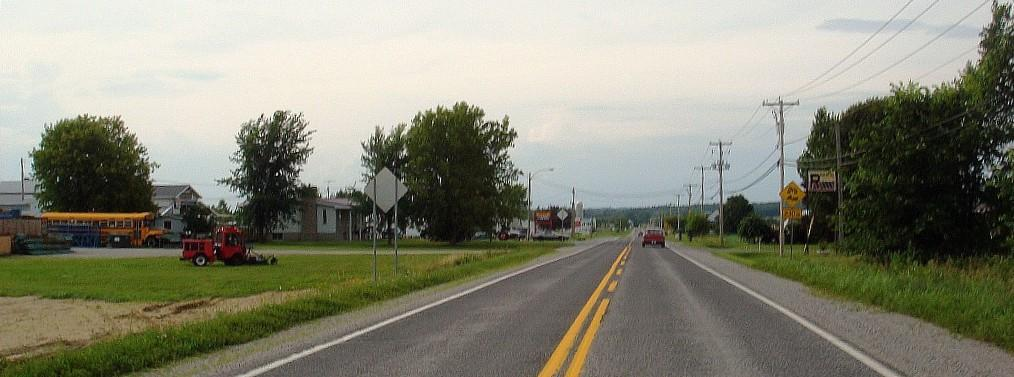
Route 139 à Acton Vale.